# Leucospis japonica
Leucospis japonica is een vliesvleugelig insect uit de familie Leucospidae. De wetenschappelijke naam is voor het eerst geldig gepubliceerd in 1871 door Walker.